# Милутин Шошкић
Милутин Шошкић (Јабланица, код Пећи, 31. децембар 1937 — 27. август 2022) био је српски фудбалски голман и тренер. Био је стартни голман Партизана током финала Купа европских шампиона 1966. против Реал Мадрида.

## Биографија
Рођен је у метохијском селу Јабланица код Пећи, од оца Јеремије, краљевског официра и мајке Радунке, као четврто дете у породици. Родоначелник породице Шошкић, води порекло из Братоножића, почетком 18. века преселио се у Улотину, а један огранак породице је касније отишао да живи у Јабланицу. Одрастао је у патријархалној породици. Други светски рат провео је у избеглиштву у Пећкој патријаршији.

## Играчка каријера
Фудбал је почео тренирати са 11 година у Црвеној звезди, у којој је играо око пола године, али је због ситног неспоразума са домаћином стадиона, одлучио да каријеру настави у Партизану где је и провео већи део своје каријере.
Ускоро је Шошкић постао омладински репрезентативац Југославије, капитен и најбољи појединац Партизановог јуниорског тима који је освојио две титуле првака државе. Убрзо је постао и стандардни првотимац „црно-белих“, за које је одиграо укупно 387 утакмица током каријере.
Добрим играма у Партизану је постао и репрезентативни голман. На голу репрезентације је наследио Владимира Беару. За репрезентацију Југославије је укупно одиграо 50 утакмица.
Прво велико такмичење Шошкића са репрезентацијом је било Европско првенство 1960. на коме је освојена сребрна медаља након победе у полуфиналу над домаћином Француском од 5:4 и пораза од Совјетског Савеза у финалу са 2:1 након продужетака.
Те исте године Шошкић је са репрезентацијом освојио златну медаљу на Олимпијским играма у Риму. У финалу је побеђена Данска са 3:1.
На Светском првенству 1962. у Чилеу Југославија је освојила четврто место након пораза од Чехословачке 3:1 у полуфиналу и Чилеа 1:0 у утакмици за треће место.
Шошкић је доживео велико признање када је позван у „тим света“ на утакмицу Енглеска- Остатак света која се играла на "Вемблију“ 1965. Тако се нашао међу најбољим фудбалерима тог времена.

### Одлазак у иностранство
Када су се стекли услови за одлазак у иностранство Шошкић је одлучио да прихвати понуду западноњемачког Келна. У новом клубу је имао статус првог голмана и добре финансијске услове. Добрим играма је стекао поштовање саиграча и навијача. Међутим, ускоро је уследио тежак лом ноге који је проузроковао дугу паузу и угрозио наставак каријере. Шошкић се ипак вратио активном игрању фудбала, али га је нови лом ноге коначно приморао да прекине каријеру.

## Тренерска каријера
По завршетку играчке каријере је завршио вишу тренерску школу. Након тога је постао тренер ОФК Београда у ком је остао 5 година. Потом је преузео Кикинду коју је водио у Другој савезној лиги. Затим се вратио у Партизан да буде један од помоћних тренера. Радио је заједно са Милутиновићем и Бјековићем. У то вријеме Партизан је имао неколико квалитетних голмана као што су: Фахрудин Омеровић, Ранко Стојић и Раде Залад.
Након што је Бора Милутиновић 1993. постао селектор репрезентације Сједињених Држава поставио је Шошкића за тренера голмана. На тој функцији је Шошкић остао и након одласка Милутиновића све до 2006. За то време Американци су учествовали на четири Светска првенства и имали неколико квалитетних голмана као што су: Бред Фридел, Кејси Келер и Тим Хауард.

## Смрт
Преминуо је 27. августа 2022. године. На 168. вечитом дербију у фудбалу, одржаном 31. августа 2022, играчи Партизана су на меч изашли са плавим мајицама на којима је позади било његово презиме и број 1, док је голман Александар Поповић носио белу мајицу са Шошкићевим ликом напред, док је позади писало Шоле и број 1. Одата му је и пошта минутом ћутања. Сличну мајицу коју је носио Поповић је касније током меча носио и тренер Партизана Гордан Петрић.
ФК Келн, клуб за који је Шошкић бранио од 1966. до 1971. године, је 30. августа 2022. такође издао саопштење поводом његове смрти. У њему се поред кратке биографије наводи и да је био члан екипе која је освојила први Куп Немачке за Келн 1968. године.
Комеморација је одржана 1. септембра у Скупштини града Београда, а истог дана је сахрањен у Алеји заслужних грађана на Новом гробљу у Београду.